# Mir
Mir — графический сервер для операционных систем на базе Linux, находящийся в разработке Canonical Ltd. Предполагалось, что он заменит X Window System в Ubuntu, однако 5 апреля 2017 года компания Canonical Ltd сообщила о прекращении работ над Mir.

## История
Canonical заявила о следующих этапах разработки:
- 4 марта 2013 анонсирован Mir с целью дальнейшего развития Unity Next, следующего поколения пользовательского интерфейса Unity[5].
- Май 2013 — Начало интеграции UnityNext с Mir и начало непосредственной разработки оболочки.
- Октябрь 2013 — Unity Next и оконное управления Mir полностью интегрированы с остальными частями системы для поддержки Ubuntu Phone. Персональные компьютеры и ноутбуки смогут работать в режиме совместимости, что позволит запускать традиционные X-приложения с помощью Х-сервера(без прав администратора).
- Апрель 2014 — Полная совместимость между различными устройствами, работающими под управлением Mir.
- Апрель 2017 — Прекращение работ над Unity, Mir и Ubuntu Phone. Интерфейс версии Ubuntu 18.04 LTS будет использовать GNOME[8][9].
- Октябрь 2017 — Представлен Mir 0.28[10].
- Декабрь 2017 — Представлен Mir 0.29.0[11].
- Март 2018 — Представлен Mir 0.31.0[12].

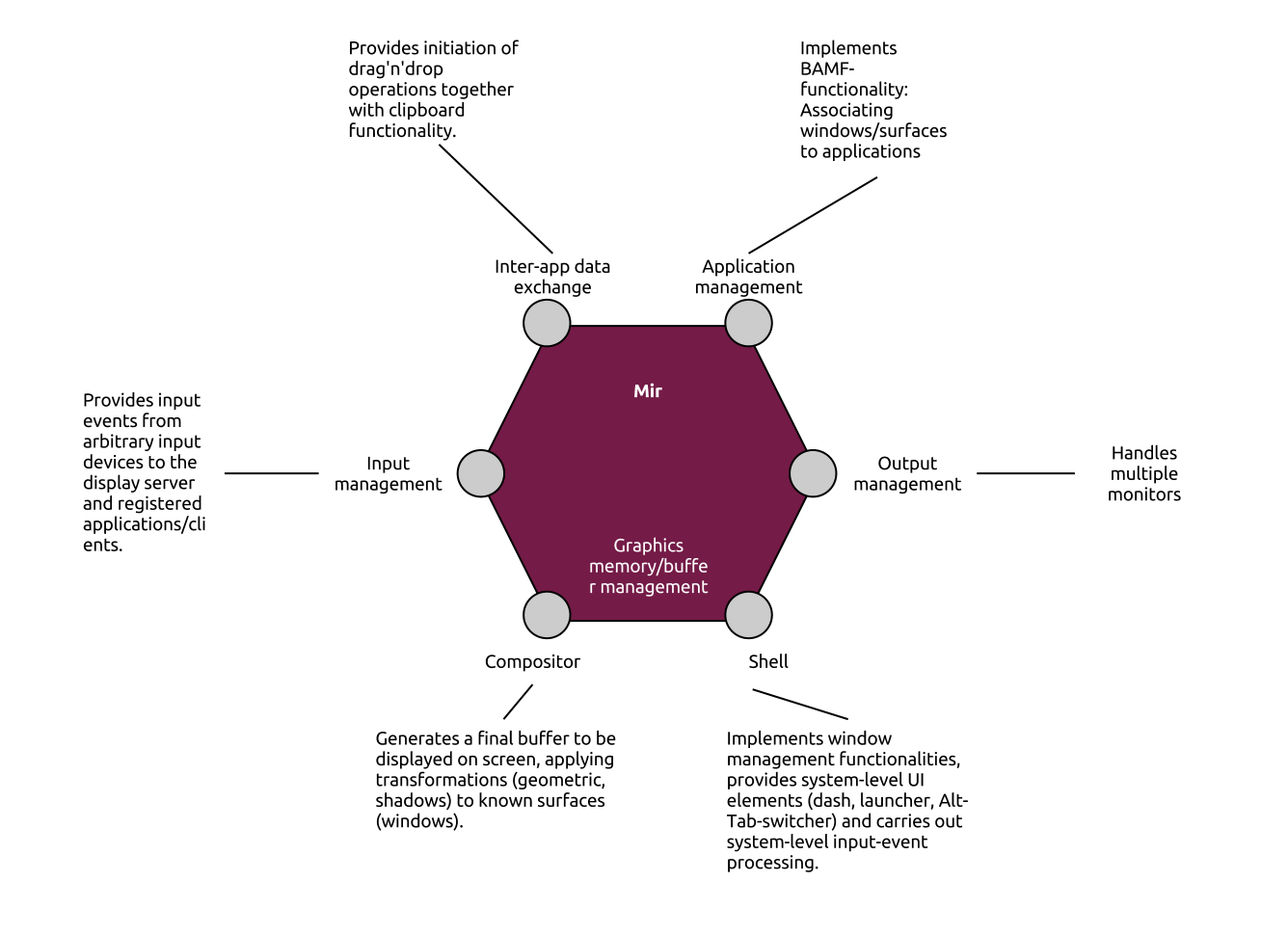
Схема работы графического сервера Mir

## Споры
В марте 2013 Mir был выбран компанией Canonical Ltd. в качестве замены X в ОС Ubuntu. До этого, в 2010, в качестве замены предполагалось использовать Wayland. Было опубликовано несколько статей, выступающих против отказа от Wayland — в основном, от людей, занимающихся другими похожими проектами.